# Marco Suilio Nerulino
Marco Suilio Nerulino (en latín Marcus Suillius Nerullinus) fue un senador romano del siglo I, que desarrolló su cursus honorum bajo los imperios de Tiberio, Calígula, Claudio, Nerón  y Vespasiano.

## Familia
Era hijo de Publio Suilio Rufo, consul suffectus entre 41 y 45 y temible delator bajo el emperador Claudio, desterrado bajo Nerón a las Islas Baleares, y de la hijastra de Ovidio y hermano de Suilio Cesonio.

## Carrera política
La fortuna y el poder de su padre le permitieron una carrera política cómoda, que le permitió alcanzar el puesto de consul ordinarius en 50, bajo Claudio.
El proceso y condena de su padre bajo Nerón en 58 no le afectó porque Nerón impidió personalmente que la acusación se extendiera a él y recibió la parte heredada de su bisabuela y de su abuela de la fortuna de su padre y otra que se consideró legítima.
Su último cargo conocido fue el de procónsul de la provincia romana Asia en 69-70, bajo Vespasiano.